# Masaa
Masaa ist eine in Deutschland ansässige Band, die Weltjazz mit arabischen Liedtexten aufführt.

## Geschichte
Die Gruppe besteht seit 2012 als Quartett; Markus Stockhausen machte den Sänger Rabih Lahoud mit einem bereits bestehenden Trio um den Dresdner Trompeter Marcus Rust bekannt. Ein Auftritt von Masaa beim Jazzfest Berlin im November 2012 wurde mitgeschnitten und vom Sender HR2 am 16. März 2013 gesendet. Die Gruppe gab auch Konzerte in Afrika und im Libanon. Im Sommer 2015 arbeitete die Gruppe mit der israelischen Sängerin Yael Deckelbaum. 2019 wechselte Reentko Dirks auf der Doppelhalsgitarre für den Pianisten Clemens Pötzsch ein, was mittlerweile von der Kritik „als kongenialer Glücksfall“ gewertet wird. Im Jahr 2021 veröffentlichte Masaa das Album East West Symphony: Hiwar mit der Jenaer Philharmonie unter Leitung von Bernd Ruf.

## Stil
In den Texten stehen die Gedichte des Sängers Rabih Lahouds im Mittelpunkt. 
Das Ziel der Gruppe ist, „sich von den orientalischen Klischees“ zu lösen.

## Namensgebung
„Masaa“ ist arabisch für „Abend“. Der Sänger Rabih Lahoud empfindet den Abend als die magischste Zeit des Tages. Die Musik der Band zeuge „vom Zwischenspiel von Tag und Nacht“.

## Preise und Auszeichnungen
Masaa erhielt im September 2012 den Bremer Jazzpreis als Band, die „Jazz mit ethnischen Ansprüchen“ spielt. Die Band errang 2013 den Publikumspreis beim Creole-Festival. Beim TFF Rudolstadt wurde sie 2015 mit dem Förder-Ruth-Weltmusikpreis ausgezeichnet. Im Jahre 2021 erhielt die Band den Deutschen Jazzpreis mit der CD Irade in der Kategorie „Album Vokal des Jahres“; im selben Jahr kam für Sänger Rabih Lahoud der WDR-Jazzpreis in der Kategorie „Musikkulturen“ dazu.

## Diskografie
- Freedom-Dance (Traumton Records, 2013)
- Afkar (Traumton, 2014)
- Outspoken (Traumton, 2017)
- Irade (Traumton, 2020)
- Masaa, Jenaer Philharmonie unter Leitung von Bernd Ruf: East West Symphony: Hiwar (GP, Arts 2021)
- Beit (Traumton 2023, mit Gast Bjarke Falgren)[2]